# Pterotrigoniidae
Pterotrigoniidae zijn een uitgestorven familie van tweekleppigen uit de orde Trigonioida.

## Taxonomie
De volgende geslachten zijn bij de familie ingedeeld:
- † Acanthotrigonia van Hoepen, 1929
- † Arabitrigonia Nakano, 1973
- † Bacatigonia M.R. Cooper, 2015
- † Eufalagonia M.R. Cooper, 2015
- † Eurotrigonia M.R. Cooper, 2015
- † Gabbigonia M.R. Cooper, 2015
- † Haumurigonia M.R. Cooper, 2015
- † Henrywoodsia M.R. Cooper, 2015
- † Incomatiella M.R. Cooper, 2015
- † Kauffmanella M.R. Cooper, 2015
- † Leanzatrigonia M.R. Cooper, 2015
- † Linotrigonia van Hoepen, 1929
- † Mangyschlakella M.R. Cooper, 2015
- † Metacanthotrigonia Nakano, 1974
- † Musagonia M.R. Cooper, 2015
- † Noelmorrisia M.R. Cooper, 2015
- † Notoscabrotrigonia Dietrich, 1933
- † Oistotrigonia Cox, 1952
- † Orbigonina M.R. Cooper, 2015
- † Paulckella M.R. Cooper, Pérez & Reyes, 1989
- † Pisotrigonia van Hoepen, 1929
- † Praescabrotrigonia M.R. Cooper, 2015
- † Pterotrigonia van Hoepen, 1929
- † Pterotrigonioides M.R. Cooper, 2015
- † Ptilotrigonia van Hoepen, 1929
- † Renatoreyesia M.R. Cooper, 2015
- † Rinetrigonia van Hoepen, 1929
- † Scabrotrigonia Dietrich, 1933
- † Tamuragonia M.R. Cooper, 2015
- † Tennessiella M.R. Cooper, 2015
- † Yaninella M.R. Cooper, 2015